# إرفين تويفيل
إرفين تويفيل (بالألمانية: Erwin Teufel) (من مواليد 4 أيلول 1939 في روتفايل) سياسي ألماني في الاتحاد الديمقراطي المسيحي. من عام 1991 إلى عام 2005 كان رئيس وزراء ولاية بادن-فورتمبيرغ ورئيس حزبه في الولاية.

## روابط خارجية
- إرفين تويفيل على موقع مونزينجر (الألمانية)